# E! People's Choice Awards 2018
La 44ª edizione degli E! People's Choice Awards si è svolta l'11 novembre 2018 per la prima volta su E! Entertainment Television, che ha spostato la cerimonia da gennaio a novembre.
Il primo round di candidature è stato annunciato il 5 settembre, i finalisti sono stati annunciati il 24 settembre 2018.
In seguito sono elencate le categorie, il relativo vincitore è indicato in grassetto.

## Cinema

### Film del 2018
- Avengers: Infinity War
- Black Panther
- Cinquanta sfumature di rosso (Fifty Shades Freed)
- A Quiet Place - Un posto tranquillo (A Quiet Place)
- Gli Incredibili 2 (Incredibles 2)

### Film drammatico del 2018
- Cinquanta sfumature di rosso (Fifty Shades Freed)
- 12 Soldiers (12 Strong)
- A Quiet Place - Un posto tranquillo (A Quiet Place)
- Il sole a mezzanotte - Midnight Sun (Midnight Sun)
- Red Sparrow

### Film commedia del 2018
- Il tuo ex non muore mai (The Spy Who Dumped Me)
- Giù le mani dalle nostre figlie (Blockers)
- Crazy & Rich (Crazy Rich Asians)
- Tuo, Simon (Love, Simon)
- Mamma Mia! Ci risiamo (Mamma Mia! Here We Go Again)

### Film d'azione del 2018
- Avengers: Infinity War
- Black Panther
- Deadpool 2
- Ocean's 8
- Jurassic World - Il regno distrutto (Jurassic World: Fallen Kingdom)

### Film per famiglie del 2018
- Gli Incredibili 2 (Incredibles 2)
- Nelle pieghe del tempo (A Wrinkle in Time)
- Ritorno al Bosco dei 100 Acri (Christopher Robin)
- Hotel Transylvania 3 - Una vacanza mostruosa (Hotel Transylvania 3: Summer Vacation)
- I Can Only Imagine

### Star maschile in un film del 2018
- Chadwick Boseman - Black Panther
- Robert Downey Jr. - Avengers: Infinity War
- Chris Hemsworth - Avengers: Infinity War
- Chris Pratt - Jurassic World - Il regno distrutto (Jurassic World: Fallen Kingdom)
- Nick Robinson - Tuo, Simon (Love, Simon)

### Star femminile in un film del 2018
- Scarlett Johansson - Avengers: Infinity War
- Sandra Bullock - Ocean's 8
- Anne Hathaway - Ocean's 8
- Bryce Dallas Howard - Jurassic World - Il regno distrutto (Jurassic World: Fallen Kingdom)
- Lily James - Mamma Mia! Ci risiamo (Mamma Mia! Here We Go Again)

### Star in un film drammatico del 2018
- Jamie Dornan - Cinquanta sfumature di rosso (Fifty Shades Freed)
- Emily Blunt - A Quiet Place - Un posto tranquillo (A Quiet Place)
- Chris Hemsworth - 12 Soldiers (12 Strong)
- John Krasinski - A Quiet Place - Un posto tranquillo (A Quiet Place)
- Jennifer Lawrence - Red Sparrow

### Star in un film commedia del 2018
- Melissa McCarthy - Life of the Party
- John Cena - Giù le mani dalle nostre figlie (Blockers)
- Mila Kunis - Il tuo ex non muore mai (The Spy Who Dumped Me)
- Nick Robinson - Tuo, Simon (Love, Simon)
- Amanda Seyfried - Mamma Mia! Ci risiamo (Mamma Mia! Here We Go Again)

### Star in un film d'azione del 2018
- Danai Gurira - Black Panther
- Chadwick Boseman - Black Panther
- Chris Hemsworth - Avengers: Infinity War
- Chris Pratt - Jurassic World - Il regno distrutto (Jurassic World: Fallen Kingdom)
- Ryan Reynolds - Deadpool 2

## Televisione

### Serie TV del 2018
- Shadowhunters
- Tredici (13 Reasons Why)
- The Big Bang Theory
- Grey's Anatomy
- This Is Us

### Serie TV drammatica del 2018
- Riverdale
- Tredici (13 Reasons Why)
- Grey's Anatomy
- The Handmaid's Tale
- This Is Us

### Serie TV commedia del 2018
- Orange Is the New Black
- The Big Bang Theory
- Black-ish
- The Good Place
- Modern Family

### Serie TV ripresa del 2018
- Dynasty
- American Idol
- Jersey Shore: Family Vacation
- One Day at a Time
- Queer Eye

### Serie TV sci-fi/fantasy del 2018
- Wynonna Earp
- The Expanse
- The Originals
- Shadowhunters
- Supernatural

### Bingeworthy Show del 2018
- Shadowhunters
- Tredici (13 Reasons Why)
- Outlander
- Shameless
- Queer Eye

### Star maschile in una serie TV del 2018
- Harry Shum Jr. - Shadowhunters
- Justin Chambers - Grey's Anatomy
- Freddie Highmore - The Good Doctor
- Andrew Lincoln - The Walking Dead
- Cole Sprouse - Riverdale

### Star femminile in una serie TV del 2018
- Katherine McNamara - Shadowhunters
- Viola Davis - Le regole del delitto perfetto (How to Get Away With Murder)
- Camila Mendes - Riverdale
- Mandy Moore - This Is Us
- Ellen Pompeo - Grey's Anatomy

### Star in una serie TV drammatica del 2018
- Mariska Hargitay - Law & Order - Unità vittime speciali (Law & Order: Special Victims Unit)
- KJ Apa - Riverdale
- Darren Criss - American Crime Story (The Assassination of Gianni Versace: American Crime Story)
- Katherine Langford - Tredici (13 Reasons Why)
- Ellen Pompeo - Grey's Anatomy

### Star in una serie TV commedia del 2018
- Jim Parsons - The Big Bang Theory
- Drew Barrymore - Santa Clarita Diet
- Kristen Bell - The Good Place
- Donald Glover - Atlanta
- Sofía Vergara - Modern Family

### Reality show del 2018
- Al passo con i Kardashian (Keeping Up with the Kardashians)
- Chrisley Knows Best
- Jersey Shore: Family Vacation
- Queer Eye
- Vanderpump Rules

### Show di competizione del 2018
- The Voice
- America's Got Talent
- Big Brother
- Ellen's Game of Games
- America's Next Drag Queen (RuPaul's Drag Race)

### Talk show diurno del 2018
- The Ellen DeGeneres Show
- Live with Kelly and Ryan
- The Real
- Red Table Talk
- Steve

### Talk show notturno del 2018
- The Tonight Show Starring Jimmy Fallon
- The Daily Show with Trevor Noah
- Jimmy Kimmel Live!
- The Late Late Show with James Corden
- Watch What Happens Live with Andy Cohen

### Concorrente di uno show del 2018
- Maddie Poppe - American Idol
- Nikki Bella - Dancing with the Stars
- Brynn Cartelli - The Voice
- Eva Igo - World of Dance
- Cody Nickson - The Amazing Race

### Star di un reality show del 2018
- Khloé Kardashian - Al passo con i Kardashian (Keeping Up with the Kardashians)
- Nikki Bella - Total Bellas
- Pauly D - Jersey Shore: Family Vacation
- Joanna Gaines - Fixer Upper
- Antoni Porowski - Queer Eye

## Musica

### Artista maschile del 2018
- Shawn Mendes
- Drake
- Bruno Mars
- Ed Sheeran
- Keith Urban

### Artista femminile del 2018
- Nicki Minaj
- Cardi B
- Camila Cabello
- Ariana Grande
- Taylor Swift

### Gruppo musicale del 2018
- BTS
- 5 Seconds of Summer
- Panic! at the Disco
- Super Junior
- Twenty One Pilots

### Artista country del 2018
- Blake Shelton
- Luke Bryan
- Thomas Rhett
- Carrie Underwood
- Keith Urban

### Artista latino del 2018
- CNCO
- J Balvin
- Bad Bunny
- Becky G
- Shakira

### Album del 2018
- Queen - Nicki Minaj
- Camila - Camila Cabello
- Invasion of Privacy - Cardi B
- Shawn Mendes - Shawn Mendes
- Sweetener - Ariana Grande

### Canzone del 2018
- "Idol" - BTS
- "Back to You" - Selena Gomez
- "I Like It" - Cardi B, Bad Bunny e J Balvin
- "In My Blood" - Shawn Mendes
- "No Tears Left to Cry" - Ariana Grande

### Video musicale del 2018
- "Idol" - BTS
- "Back to You" - Selena Gomez
- "Never Be the Same" - Camila Cabello
- "No Tears Left to Cry" - Ariana Grande
- "This Is America" - Childish Gambino

### Tour del 2018
- Reputation Stadium Tour - Taylor Swift
- On the Run II Tour - Beyoncé e Jay-Z
- Piece of Me Tour - Britney Spears
- Witness: The Tour - Katy Perry
- Super Show 7 - Super Junior

## Cultura pop

### Social Star del 2018
- Shane Dawson
- Amanda Cerny
- The Dolan Twins
- Jenna Marbles
- Lele Pons

### Beauty Influencer del 2018
- James Charles
- Jackie Aina
- Brooklyn e Bailey McKnight
- NikkieTutorials
- Bretman Rock

### Celebrità Social del 2018
- BTS
- Ellen DeGeneres
- Selena Gomez
- Taylor Swift
- Chrissy Teigen

### Star animale del 2018
- Crusoe the Celebrity Dachshund
- April the giraffe
- Cole & Marmalade
- Gone to the Snow Dogs
- Lil Bub

### The Most Hype Worthy Canadian del 2018
- Tessa Virtue & Scott Moir
- Drake
- Ryan Reynolds
- Sandra Oh
- Shawn Mendes

### Comico del 2018
- Kevin Hart
- Tiffany Haddish
- Amy Schumer
- Marlon Wayans
- Ali Wong

### Style Star del 2018
- Harry Styles
- Beyoncé
- Blake Lively
- Emma Watson
- Zendaya

### Game Changer del 2018
- Serena Williams
- Nia Jax
- Colin Kaepernick
- Aly Raisman
- Cristiano Ronaldo

### Pop Podcast del 2018
- Scrubbing In with Becca Tilley & Tanya Rad
- Amy Schumer Presents: 3 Girls, 1 Keith
- Anna Faris is Unqualified
- Chicks in the Office
- LadyGang

### L'Influenceur Pop Culture Français del 2018
- Lufy

## Altro

### People's Fashion Icon Award
- Victoria Beckham[4]

### People's Icon del 2018
- Melissa McCarthy[4]

### People's Champion Award
- Bryan Stevenson